# Maria Nalbandian
Maria Nalbandian (* 1. August 1985 in Beirut) ist eine libanesische Sängerin und Fotomodell. Ihr Künstlername ist Maria (arab. ماريا). Wegen ihres berühmtesten Titels El'ab wird sie bisweilen Maria Elaab genannt. 

## Leben und Karriere
Nalbandians Mutter ist Schriftstellerin und ihr Vater ebenfalls Sänger. Ihre Karriere begann sie als Model. Sie gewann für ihr Heimatland den Wettbewerb Miss Asia Bikini im Jahr 2002 auf Malta. Nach weiteren Jahren erschien ihr erstes Album mit dem Titel El'ab. Dies ist auch der Name des erfolgreichsten Tracks. Weitere bekannte Songs sind Tekdeb alya und Maria. Sie ist vor allem im arabischen Kulturraum bekannt.

## Diskografie (Auswahl)
- 2004: El'ab, 	EMI Music[2]
- 2007: ماريا – ورجعت تاني, Melody Music[3]